# Nòng nọc

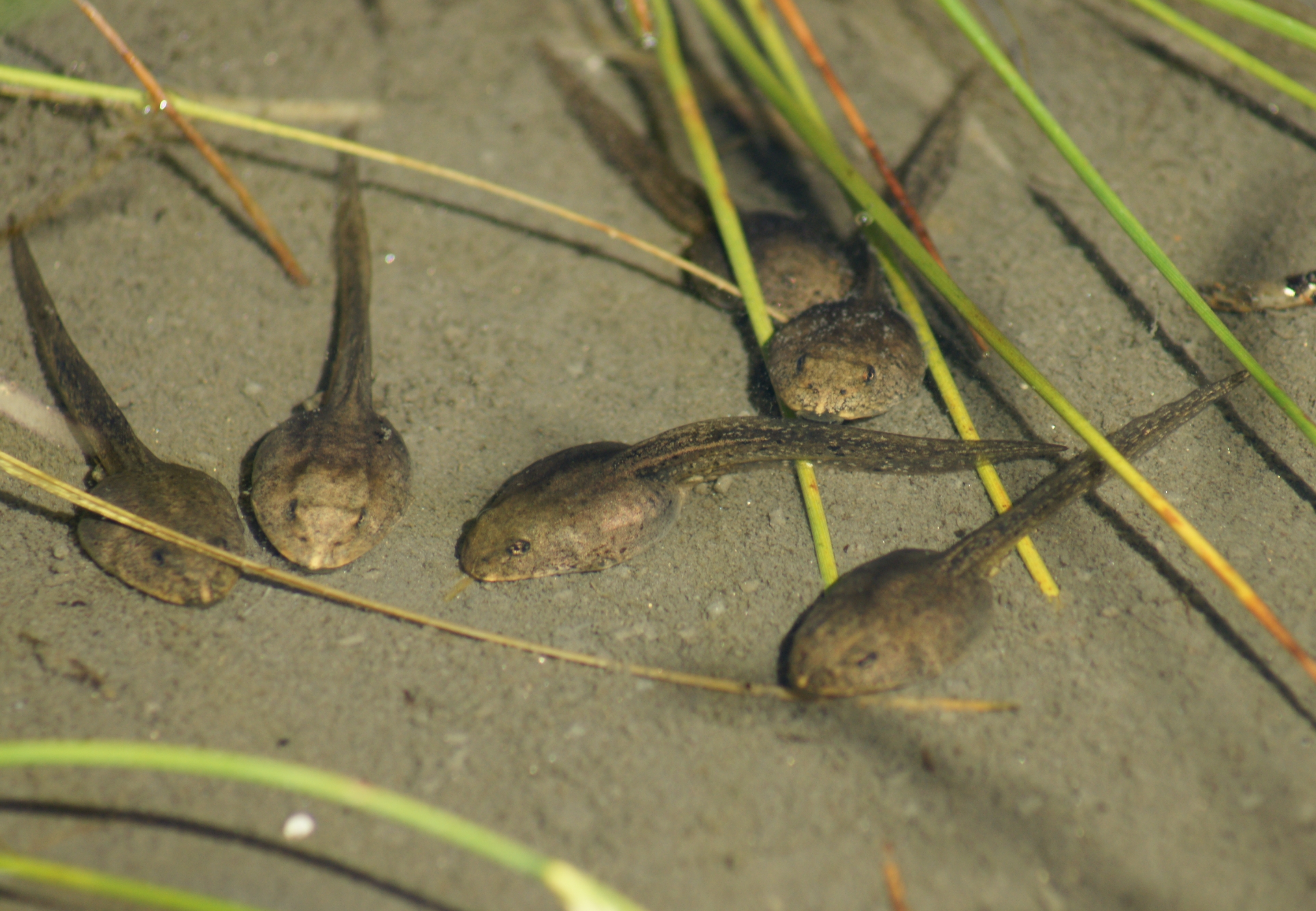
Nòng nọc

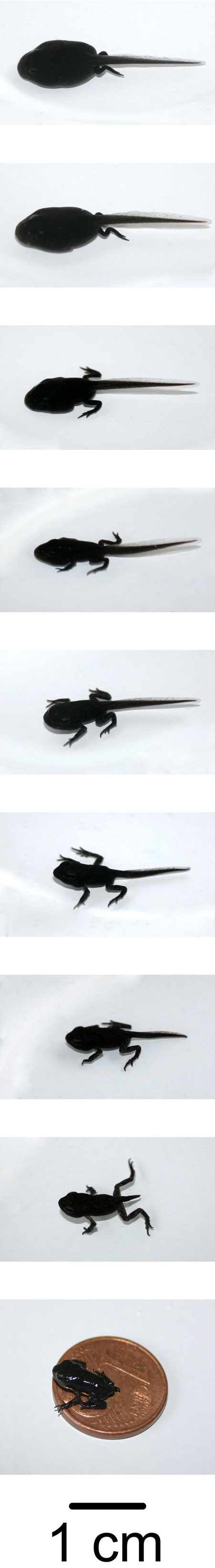
Sự biến thái của Bufo bufo.

Nòng nọc là động vật lưỡng cư khi còn nhỏ thường sống dưới nước tuy nhiên có một số nòng nọc sống trên cạn. Nòng nọc thở bằng mang. Nó không tay hay chân cho đến khi trưởng thành và thường có vi trên lưng và một cái đuôi mà nó dùng để bơi như cá. Khi nó bắt đầu lớn lên, nó biến thái và mọc tứ chi, thường là bắt đầu bằng chân sau rồi đến chân trước. Đuôi bị mất đi do sự chết rụng tế bào. Phổi bắt đầu phát triển cùng lúc với chân và nòng nọc trong giai đoạn cuối cùng thường hay sống gần mặt nước để thở không khí. Sau cùng thì miệng của chúng biến thành rộng ra bằng chiêu ngang của đầu. Ruột non ngắn lại để thích hợp với nguồn thức ăn mới. Phần đông nòng nọc ăn rông rêu và cây cỏ. Một vài loại ăn tạp và có thể ăn cả những nòng nọc nhỏ hơn.